# Китайски мехурник
Китайският мехурник (Koelreuteria paniculata), още „дърво чушка“ е листопадно, силно разклонено дърво, високо 4 - 5 метра, с неправилна рехава корона. Листата са разположени последователно, просто или сложно перести; листчетата 9 - 15, яйцевидни, неправилно назъбени, до дълбоко нарязани, дълги до 8 см. Цветовете са светложълти, събрани във връхно разположени разклонени редки метлици, дълги до 40 - 50 см. Китайският мехурник цъфти през юни – юли; силно медоносен, отделя голямо количество нектар и прашец. Плодът е яйцевидна, дълга 3 - 5 см тригнездна кожеста кутийка подобна на мехур. Плодът отначало е зелен, след това жълто – зелен и накрая вече кафяв, като остава на дървото през цялата есен. Семената твърди, черни и сферични. Топлолюбиво растение, предпочита умерено влажни дълбоки почви, но понася и по-сухите. Намира се в паркове в цялата страна. Расте и в бедни почви и замърсена среда, поради което е подходящо за градско озеленяване.

## Галерия
- Кора
- Листа
- Съцветия
- Плодни кутийки – все още зелени
- Плодове със семена
- Дървета в градска среда